# Расмус Шуллер
Расмус Шуллер (фін. Rasmus Schüller, нар. 18 червня 1991, Еспоо, Фінляндія) — фінський футболіст, центральний півзахисник шведського клубу «Юргорден» та національної збірної Фінляндії.

## Ігрова кар'єра

### Клубна
Расмус Шуллер народився у місті Еспоо і грати у футбол починав у місцевих командах з нижчих дивізіонів чемпіонату Фінляндії. Влітку 2008 року приєднався до клубу зі свого міста — «Гонка», що виступав у Вейккауслізі. Наприкінці сезону клуб запропонував футболісту трирічний контракт. У наступному сезоні Шуллер стає постійним гравцем основи, забиває свої перші голи за команду та дебютує у матчах єврокубків. Вже у вересні 2009 року Шуллер подовжив дію контракту з клубом до 2012 року.
У лютому 2012 року Шуллер переходить до столичної команди ГІК, з яким бере участь у груповому раунді Ліги Європи восени 2014 року.
Сезон 2016 року Шуллер провів у складі шведського клубу «Геккен».
А у січні 2017 Расмус перебрався на інший бік Атлантики, де приєднався до клубу МЛС «Міннесота Юнайтед». 2017 рік до кінця сезону Шуллер провів в оренді у фінському «ГІК». До складу якого повернувся у 2020, уклавши повноцінний контракт.
Сезон 2021 року футболіст розпочав у складі шведського клубу «Юргорден».

### Збірна
З 2010 року Расмус Шуллер грав у складі молодіжної збірної Фінляндії.
У 2013 році він дебютував у складі національної збірної.

## Особисте життя
Расмус Шуллер шведськомовний фін з німецьким корінням.
Свого часу вивчав юриспруденцію у Гельсінському університеті.

## Досягнення
ГІК
- Чемпіон Фінляндії: 2012, 2013, 2014, 2017, 2020
- Переможець Кубка Фінляндії: 2014, 2017, 2020

Геккен
- Переможець Кубка Швеції: 2016